# Lutz Haertlein
Lutz Haertlein (* 11. Oktober 1964 in Stuttgart) ist ein deutscher Jurist, Universitätsprofessor und Richter.

## Leben
Haertlein ist in Stuttgart geboren und aufgewachsen. Nach dem Abitur am Königin-Charlotte-Gymnasium in Stuttgart und dem Wehrdienst beim Panzergrenadierbataillon 282 in Dornstadt studierte er von 1985 bis 1991 Rechtswissenschaften an der Eberhard Karls Universität in Tübingen und an der Ludwig-Maximilians-Universität München. Der 1. juristischen Staatsprüfung in Tübingen folgte der juristische Vorbereitungsdienst in den Bezirken des Oberlandesgerichts Stuttgart und des Kammergerichts. 1994 legte er in Stuttgart die 2. juristische Staatsprüfung ab.
Von 1994 bis 1998 war Haertlein wissenschaftlicher Mitarbeiter von Eberhard Schwark an der Humboldt-Universität zu Berlin, wo er zum Dr. iur. promoviert wurde. Nach einer Tätigkeit als Rechtsanwalt in einer internationalen Wirtschaftskanzlei in München und Berlin wurde Haertlein Ende 2000 wissenschaftlicher Assistent von Eberhard Schilken am Institut für Zivilprozeßrecht der Rheinischen Friedrich-Wilhelms-Universität Bonn. Der Habilitation in Bonn schlossen sich Lehrstuhlvertretungen an der Ruprecht-Karls-Universität Heidelberg und der Universität Leipzig an. In Leipzig wurde Haertlein 2008 zum Professor für Bürgerliches Recht, Bank- und Börsenrecht berufen, seit 2011 ist er dort Inhaber des Lehrstuhls für Bürgerliches Recht, Bank- und Kapitalmarktrecht.
Haertlein ist Direktor des Instituts für Deutsches und internationales Bank- und Kapitalmarktrecht der Universität Leipzig. Er ist Mitglied der Zivilrechtslehrervereinigung, der Vereinigung der Zivilprozessrechtslehrer und der Bankrechtlichen Vereinigung.
2020 wurde Haertlein zum Richter am Oberlandesgericht Dresden im Nebenamt ernannt.

## Schriften
- Der abhandengekommene Inhaberscheck. Bargeldlose Zahlung zwischen Bankrecht und Genfer Scheckrecht. Baden-Baden 1999, ISBN 3-7890-5863-7.
- Exekutionsintervention und Haftung. Haftung wegen unbegründeter Geltendmachung von Drittrechten in der Zwangsvollstreckung. Tübingen 2008, ISBN 3-16-149404-0.
- mit Caroline Meller-Hannich, Hans Friedhelm Gaul und Ekkehard Becker-Eberhard (Hrsg.): Rechtslage, Rechtserkenntnis, Rechtsdurchsetzung. Festschrift für Eberhard Schilken zum 70. Geburtstag. München 2015, ISBN 3-406-67643-X.
- mit Dörte Poelzig: Fälle zum Bank- und Kapitalmarktrecht, München 2021, ISBN 978-3-406-72983-6.
- mit Christian Berger, Burkhard Boemke, Hans Friedhelm Gaul, Bettina Heiderhoff und Eberhard Schilken (Hrsg.): Prozessrecht – Zwangsvollstreckungsrecht – Insolvenzrecht, Festschrift für Ekkehard Becker-Eberhard zum 70. Geburtstag, München 2022, ISBN 978 3 406 78727 0.